# سيانيد الهيدروجين
سيانيد الهيدروجين (يسمى قديما بحمض البروسيك) هو حمض لا عضوي يدعى بـ هيدروجين سيانيد أو بـ حمض الهيدروسيانيك، صيغته المجملة HCN والمفصّلة    H-C≡N وزنه الجزيئي بالغرام (27.03 جرام). يحضر صناعياً وعلى نطاق واسع بمعالجة مزيج من غاز الميثان CH4 وغاز النشادر NH3 بوساطة تأكسدية. ويمكن تحضيره في المختبر وعلى نطاق ضيق بمعالجة سيانيد الصوديوم NaCN أو فرّو سيانور البوتاسيوم K4Fe (CN)6 بأحد الأحماض ، طبقا للتفاعل:
H+ + NaCN → HCN + +Na
يتسبب هذا التفاعل أحيانا في حدوث حوادث تسمم عفويا في المختبر حيث أن الحمض يحول السيانيد من مادة صلبة إلى سيانيد غازي HCN ، يستنشقه الطالب أو الكيميائي العامل في المختبر.
حمض سيان الماء غاز أو سائل، برائحة خاصة متميزة ذو حموضة ضعيفة جداً حتى ولو على مشعـر عباد الشمس، يحترق في الهواء بلهب أزرق، كثافته وهو غاز بالنسبة للهواء (0.941) وبالنسبة للماء وهو سائل (0.687)، نقطة انصهاره -13.4 ْ مئوية أما نقطة غليانه فهي +25.6 ْمئوية، ذواب في الماء وفي المحاليل القلوية وقليل الذوبان في الإتير. يحفظ حمض سيان الماء في زجاجات بنية اللون محكمة السد وفي مكان بارد.
يمكن وجوده في اللوز الفاسد (يكون لونه مسودا) ، وطعمه مر ، تناوله قد يؤدي إلى القيء وألم البطن وقد يتسبب في التسمم. لهذا يجب الحذر من أكل اللوز الفاسد ، ويكون طعمه غير مقبولا.

## المركبات المشتقة من حمض سيان الماء
لهذا الحمض البسيط البنية مركبات مشتقة متعددة جداً منها ما هو لا عضوي ومنها ما هو عضوي.

### المركبات اللاعضوية المهمة
أ ـ سيانيد الصوديوم أو البوتاسيوم NaCN
ب ـ فرّو سيانيد الصوديوم أو البوتاسيوم Na4Fe (CN)6
ت ـ فرّي سيانيد الصوديوم أو البوتاسيوم Na3Fe (CN)6
ث ـ نترو فرّي سيانيد الصوديوم أو البوتاسيوم Na2Fe (CN)5NO
ج ـ سيانيد البلاتين والبوتاسيوم K2Pt (CN)4
ح ـ سيانيد الذهب والبوتاسيوم KAu (CN)2
خ ـ تيو سيانات الصوديوم NaSCN
د ـ إيزو سيانات الصوديوم NaOCN

## المركبات العضوية
هي مركبات مشتقة من السلسلة الكربونية المفتوحة غير الحلقية أو من السلسلة الكربونية المغلقة الحلقية والتي عليها جذر أو أكثر من السيانوجين CN (وطبعاً على محيط الجزيء) والتي يمكن إعطاؤها الصيغ الآتية R – C º N أو Ar – C º N

### أهم هذه المركبات
أ ـ أسيتو نتريل CH3 – C º N
ب ـ أكريلو نتريل CH2 = CH – C º N
ت ـ سيانيد حمض الخل N °C – CH2 – COOH
ث ـ سوكسينيل نتريل N °C – CH2 – CH2 – C º N
ج ـ فورماريلو نتريل N °C – CH – CH – C º N
ح ـ بنزو نتريل C6H5 – C º N

### الاستخدامات والفوائد الصناعية
ـ يستخدم حمض سيان الماء على شكل سائل مضغوط في أسطوانات وعند انفلاته على شكل غاز يكون قاتلاً  للقوارض والحشرات في المراكب البحرية، كما يستخدم على شكل محلول في الماء لرش الأشجار المثمرة بهدف القضاء على الحشرات الزراعية.
ـ يستخدم حمض سيان الماء كمادة أولية في تحضير عدد من المركبات اللاعضوية والعضوية، وكل مركب من هذه المركبات له خواصه المميزة واستعمالاته الصناعية ويستخدم كاشفاً في المجال التحليلي الكيميائي وفي أعمال الاصطناع العضوي.
وهذه بعض الاستخدامات لبعض المركبات على سبيل المثال:
1 ـ سيانور وأوكسي سيانور الزئبق (مطهّر ومضاد للإنتان)
2 ـ نترو بروسيات الصوديوم (مؤكسد وسيط)
3 ـ سيانور البلاتين والبوتاسيوم (أعمال الطلي بالتحليل الكهربائي)
4 ـ أسيتو نتريل (أعمال الاصطناع الكيميائي)
5 ـ أكريلو نتريل (صناعة المطاط والبلاستيك والراتنجات المبادلة للشوارد)

### مساوئه الصحية
سميّة حمض سيان الماء ومركباته،
إن دخول شاردة السيانيد CN- سواءً عن طريق الاستنشاق [جو يحوي على غاز HCN] أو عن طريق جهاز الهضم (مركبات صلبة) يؤدي إلى حوادث تسمم حادة أو مزمنة (فالإنسان لا يستطيع العيش لأكثر من دقائق في جو يحوي C300 PPM جزء بالمليون من حمض سيان الماء).
إن دخول شاردة السيانيد CN- إلى الجهاز الدموي تحوّل هيموغلوبين (خضاب الدم: المادة الحمراء في الدم)  hemoglobin إلى سيان هيموغلوبين وهو شكل غير فعال في نقل الأكسجين المأخوذ عن طريق التنفس إلى أعماق الأنسجة الحية، كما أن شاردة السيانيد تعطل أنزيمات السيتوكروم أوكسيداز وإنزيمات  أخرى.
تحوي بذور الفصيلة الوردية (اللوز المر - المشمش - الدراق - الخوخ - الكرز وغير ذلك) ونشويات جذور بعض النخليات (مانيهوت - تابيوكا) غليكوزات سيانوجينية تعدّ سامة بمقادير كبيرة ودواءً مسكناً للسعال عن طريق الفم بمقادير قليلة. إن التسمم بالسيانيد قد يكون حاداً أو مزمناً ويؤدي حسب الحالة إلى ضعف عام وآلام في الرأس وصداع وهبوط في الضغط واختلاجات عصبية قد تنتهي بالموت.

## اقرأ يضا
- اللوز المر
- الخوخ
- مشمش